# Charles Wakefield Cadman

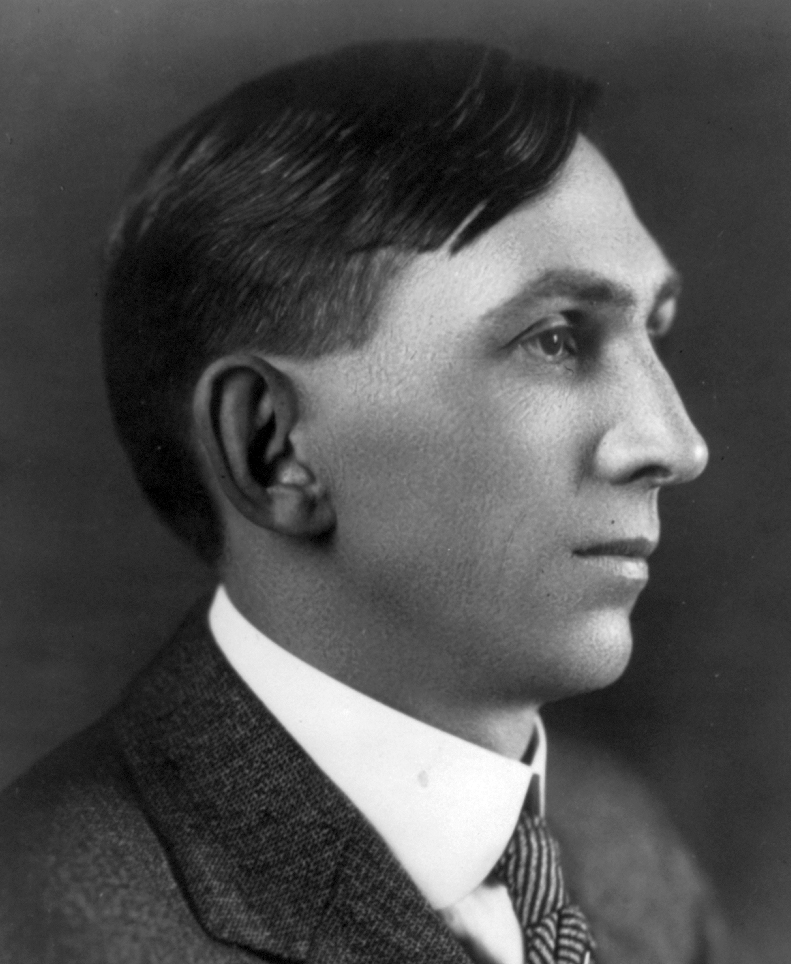
Charles Wakefield Cadman (1916)

Charles Wakefield Cadman (* 24. Dezember 1881 in Johnstown, Pennsylvania; † 30. Dezember 1946 in Los Angeles) war ein US-amerikanischer Komponist.

## Leben und Wirken
Cadman erhielt Klavierunterricht mit 13 Jahren und komponierte bald einfache Stücke. Er studierte Musik in Pittsburgh und wurde 1908 Musikkritiker des Pittsburgh Dispatch. Ein Jahr zuvor hatte er Alice Fletchers Abhandlung über die Lieder und Geschichten der Indianer gelesen, welche seine Komposition in neue Bahnen lenkte. Auf Fletchers Empfehlung reiste er zu den Omaha-Indianern in Nebraska, deren Melodien er aufnahm und transkribierte. Cadman erlernte die Instrumente der Indianer und idealisierte ihre Musik anschließend, indem er sie in die harmonische Tonsprache des 19. Jahrhunderts einfügte. 
Sein erster durchschlagender Erfolg als Komponist stellte sich 1909 mit seinen Liedern From the Land of the Sky blue water und At dawning ein. Seine Oper Shanewis basierte auf authentischen indianischen Melodien. Sie wurde 1918 in der Metropolitan Opera aufgeführt und war die erste Oper, welche dort in zwei aufeinanderfolgenden Spielplänen gegeben wurde.
Auf seiner Erfolgswelle reitend bereiste Cadman in den 1920er Jahren Nordamerika und Europa, wo er Vorträge über die indianische Musik hielt. Gleichzeitig schrieb er Filmmusik.
Im folgenden Jahrzehnt versiegte das Interesse der amerikanischen Öffentlichkeit an der indianischen Musik und damit auch an Cadman. Einst wohlhabend und allseits gefragt, konnte sich Cadman in seinem letzten Lebensjahrzehnt über Kalifornien hinaus beim Publikum nicht mehr durchsetzen. Er starb im Jahr 1946 als verarmter und vergessener Künstler.
1932 wurde er in die American Academy of Arts and Letters gewählt.

## Werke (Auswahl)
- Shanewis (New York 1918)
- The Garden of Mistery (New York 1926)
- A Witch of Salem (Chikago 1926)
- The Sunset Trail (1927)
- The Willow Tree (1932)
- The Ghost of Lollypop Bay, Operette (1927)